# The Shattered Fortress
Pistes de Black Clouds and Silver Linings
Wither
(3) The Best of Times
(5)
The Shattered Fortress est la quatrième chanson de l'album Black Clouds and Silver Linings du groupe de metal progressif Dream Theater. La musique a été composée par John Petrucci, Mike Portnoy, Jordan Rudess et John Myung et les paroles écrites par Mike Portnoy.

## Structure et thèmes
La chanson fait partie de la suite Alcoholics Anonymous Suite dont toutes les paroles ont été écrites par Mike Portnoy et qui traite de son passé avec l'alcoolisme. Elle décrit les étapes 10, 11 et 12 des douze étapes des Alcooliques anonymes.
La chanson est divisée en trois parties :
1. X. Restraint traite de l'étape 10 : « Nous avons poursuivi notre inventaire personnel et promptement admis nos torts dès que nous nous en sommes aperçus. »
2. XI. Receive traite de l'étape 11 : « Nous avons cherché par la prière et la méditation à améliorer notre contact conscient avec Dieu, tel que nous Le concevons, Lui demandant seulement de connaître Sa volonté à notre égard et de nous donner la force de l’exécuter. »
3. XII. Responsible traite de l'étape 12 : « Ayant connu un réveil spirituel comme résultat de ces étapes, nous avons alors essayé de transmettre ce message à d’autres alcooliques et de mettre en pratique ces principes dans tous les domaines de notre vie. »

Tout comme les chansons précédentes, The Shattered Fortress reprend de nombreux thèmes musicaux (riffs ou rythmes) et paroles des autres chansons constituant la suite.

## Personnel
- James LaBrie, chant
- John Myung, basse
- John Petrucci, guitare et chant
- Mike Portnoy, batterie et chant
- Jordan Rudess, clavier